# Tony Tubbs
Tony Tubbs (Cincinnati, 15 febbraio 1958) è un ex pugile statunitense, appartenente alla categoria dei pesi massimi. Dal 29 aprile 1985 al 17 gennaio 1986 fu detentore del titolo mondiale WBA.

## Carriera
Dotato di alta statura (190 cm), Tubbs iniziò la sua esperienza professionistica nel 1980, il 14 giugno, battendo alla prima ripresa George Scott. Dopo essere passato sotto le insegna di Don King, il 15 marzo 1985, all'apice della sua carriera, sconfisse James Smith, raggiungendo così le 20 vittorie consecutive tra i professionisti. 
La conquista del titolo avvenne il 29 aprile dello stesso anno, battendo ai punti, per decisione unanime, Greg Page. Ma già nel gennaio successivo Tim Witherspoon gli tolse il titolo, allo stesso modo. 
Dopo una mancata rivincita per infortunio contro Witherspoon (che si sarebbe dovuta tenere nel dicembre 1986) Tubbs incontrò Mike Tyson il 21 marzo 1988 e fu battuto per un tremendo gancio sinistro alla seconda ripresa.
Il 21 novembre 1989, dopo aver battuto Orlin Norris, Tubbs fu trovato positivo alla cocaina e la vittoria fu mutata in un no-contest.
Dopo un primo ritiro annunciato nel 1997, Tubbs tornò nel 2002, ma disputò incontri di scarso peso, ritirandosi definitivamente il 4 novembre 2006.
Il suo curriculum vitae terminò così: 59 incontri, 47 vinti (25 ko), 10 persi e 2 no-contest.